# 이르나크의 장
《이르나크의 장》은 최정연(필명: 아비스라라) 작가의 판타지 소설으로, 2002년에 청어람 출판사에서 간행되었다. 총 9권으로 구성되어 있으며, 최근 전자책으로도 출간되었다.

## 줄거리
전생의 기억을 가진 채로 이르나크 세계에 태어난 아르웬 왕국의 제 6왕자 카류리드의 성장 소설이다.

## 특징
- 주인공 카류리드의 1인칭 주인공 시점과 같은 사건을 다른 각도에서 바라보는 여러 사람의 시점에서 서술하는 다중 1인칭 시점이 함께 사용되었다.

1. ↑  최정연. “이르나크의 장”. 청어람. 2021년 4월 7일에 확인함.